# هيجة الأثابا (طور الباحة)

تعديل مصدري - تعديل

هيجة الاثابا هي إحدى قرى عزلة طور الباحة بمديرية طور الباحة التابعة لمحافظة لحج، بلغ تعداد سكانها 104 نسمة حسب تعداد اليمن لعام 2004.